# Pseudophoenix sargentii
Pseudophoenix sargentii (palma de guinea, cacheo, palma kuka) es una palmera de la familia Arecaceae y endémica de las costas de la Península de Yucatán. Es apreciada ornamentalmente y hoy se le encuentra en el norte del Caribe, sur de Dominica y partes adyacentes del continente (Florida en los Estados Unidos, Quintana Roo en México y Belice) junto al mar en suelos de arena o caliza.

## Descripción
La palmera tiene un tallo único, 4-8 metros de altura y en torno a 30 cm de diámetro. Hojas pinnadas , largas, verde-azuladas, con folíolos insertos en diferentes ángulos, aislados o en grupo, plateados en el envés. Inflorescencia erecta o arqueada, muy ramificada y entre las hojas. Frutos globlares, rojos cada uno con una única simiente.
Ocasionalmente utilizada como ornamental.

## Taxonomía
Pseudophoenix sargentii fue descrita por H.Wendl. ex Sarg. y publicado en Botanical Gazette 11(11): 314–315. 1886.
Etimología
Pseudophoenix: nombre genérico que procede de pseudo = "falso" y phoenix = la palmera datilera", aunque por qué H.Wendl. eligió este nombre no está claro.
sargentii: epíteto otorgado en honor del botánico Charles Sprague Sargent.
Sinonimia
- Chamaephoenix sargentii (H.Wendl. ex Sarg.) Curtiss, Florida Farmer Fruit Grower 1(8): 57 (1887).
- Cyclospathe northropii O.F.Cook, Mem. Torrey Bot. Club 12: 25 (1902).
- Pseudophoenix linearis O.F.Cook, J. Wash. Acad. Sci. 13: 407 (1923).
- Pseudophoenix saonae O.F.Cook, J. Wash. Acad. Sci. 13: 406 (1923).
- Pseudophoenix gracilis Ekman ex Burret, Kongl. Svenska Vetensk. Acad. Handl., III, 6(7): 28 (1929).
- Pseudophoenix navassana Ekman ex Burret, Kongl. Svenska Vetensk. Acad. Handl., III, 6(7): 27 (1929)
- Sargentia ariococca H. Wendl. & Drude ex Salomon[3]